# Rue de l'Évangile
La rue de l'Évangile est une voie de Paris, en France.

## Situation et accès
La rue de l'Évangile est une voie publique située dans le nord-ouest du 18e arrondissement de Paris. Il s'agit d'une voie de 910 m de long et 18 m de large, qui débute au sud-est sur la place de Torcy et se termine au nord-est sur la rue d'Aubervilliers. Son tracé n'est pas rectiligne mais forme une sorte d'arc irrégulier : à son début, elle est orientée sud-ouest/nord-est, mais elle oblique plus vers l'est après la place Hébert et la rue Tristan-Tzara.
La numérotation des immeubles débute au niveau de son débouché sur la place de Torcy. Les numéros augmentent en direction de la rue d'Aubervilliers, les numéros impairs à gauche et les numéros pairs à droite.
Transports en commun
L'arrêt de métro Marx Dormoy, sur la ligne 12, est accessible sur la rue de la Chapelle par la rue de Torcy, à une centaine de mètres à l'ouest du débouché de la rue de l'Évangile sur la place de Torcy. À l'autre extrémité, l'arrêt porte d'Aubervilliers de la ligne de tramway T3b est situé à 300 m au nord, accessible par la rue d'Aubervilliers.
Voies adjacentes
- Nos 1 et 2 : place de Torcy, sur laquelle débouchent également les rues de l'Olive et de Torcy.
- Nos 5-11 et 12-14 : rue Marc-Séguin.
- Nos 5-11 : rue de la Madone.
- Nos 21-23 et 24-26 : place Hébert, sur laquelle débouchent également les rues Boucry, Cugnot, Pajol et des Roses.
- Nos 25 : impasse Langlois, aujourd'hui disparue[1].
- Nos 27-33 : rue Tchaïkovski.
- Nos 39-41 : rue Tristan-Tzara.
- Nos 43-45 : rue Moussorgsky.
- Nos 77 et 66 : rue d'Aubervilliers.

## Origine du nom

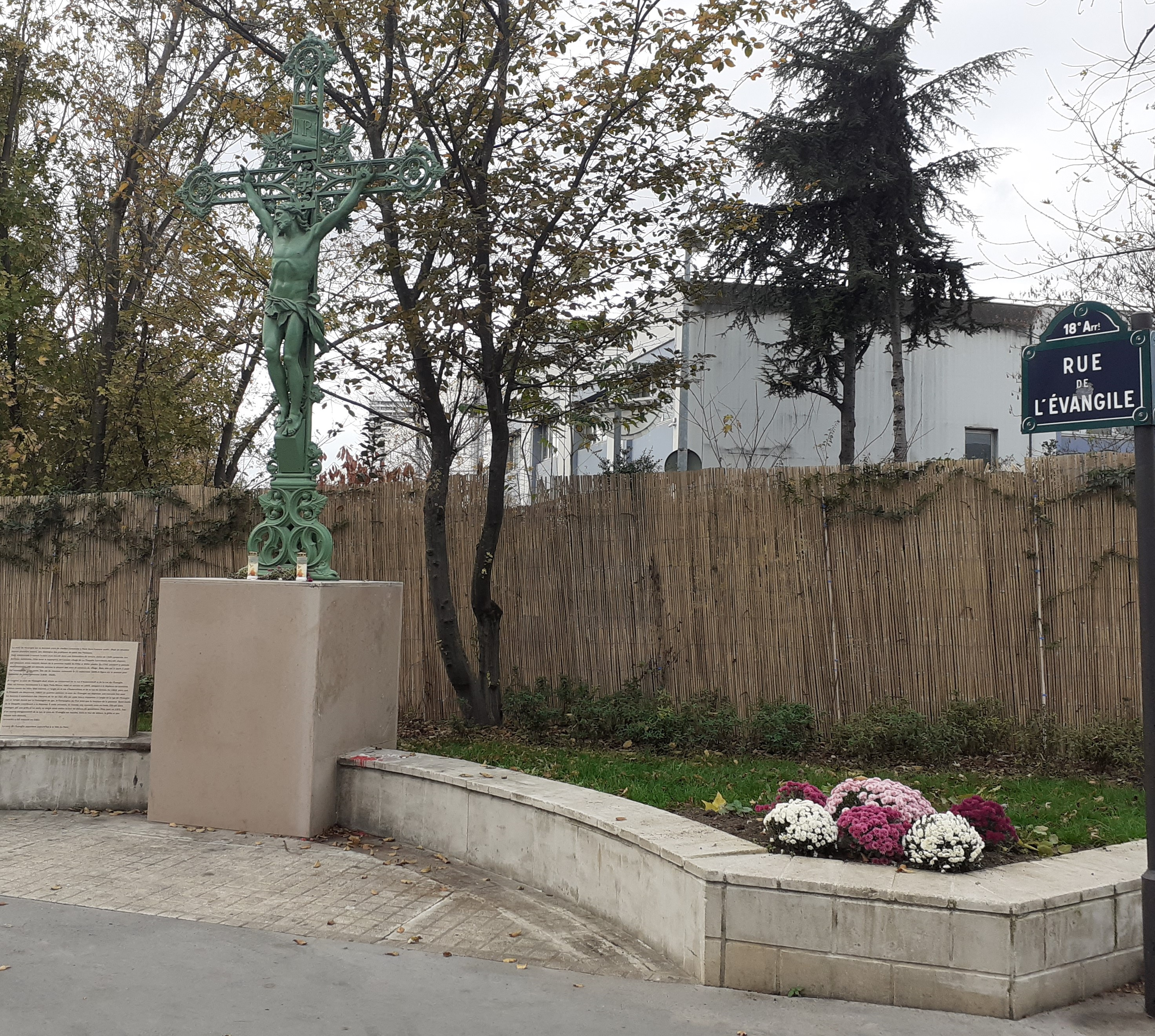
Rue et Croix de l'Évangile.

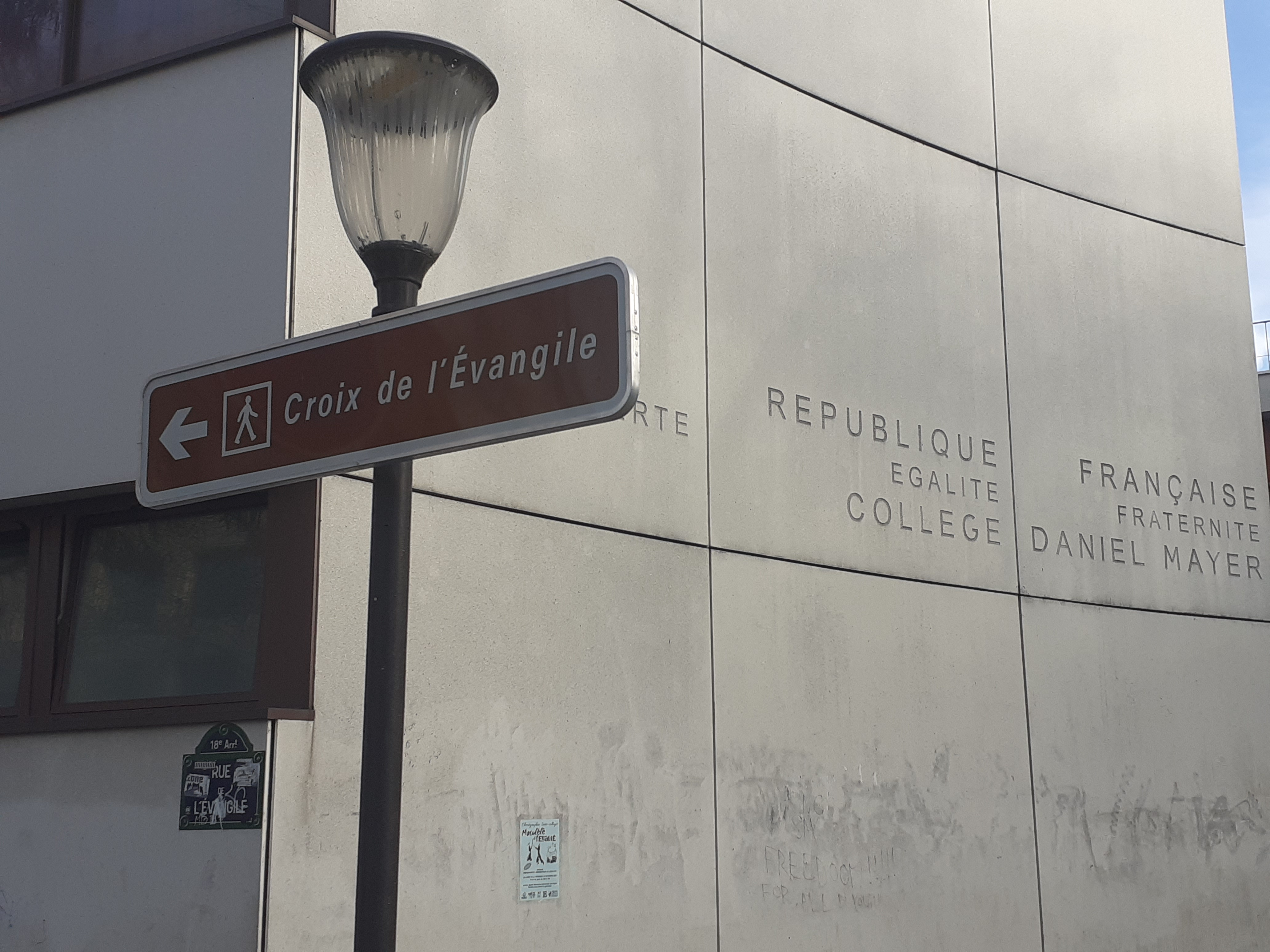
Panneau indicateur de la Croix de l'Évangile et plaque de la rue.

Cette voie doit son nom à la Croix de l'Évangile.
Cette croix de chemin, qui est la dernière existant dans l'espace public à Paris, est située à la jonction de deux chemins devenus, l'un la rue de l'Évangile, l'autre la rue d'Aubervilliers.
Cet endroit est toujours un lieu de pèlerinage.
Il existe également, à l'ouest de la rue, un parc public nommé jardin de l'Évangile situé face au square de la Madone.

## Historique

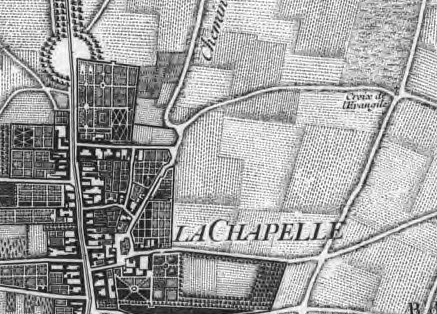
Détail du plan de Roussel, édité en 1730 : une succession de voies, correspondant plus ou moins à l'actuelle rue de l'Évangile, débute au centre du village de La Chapelle et rejoint la croix de l'Évangile.

Au Moyen Âge, le village de La Chapelle est une petite bourgade située entre les collines de Montmartre et de Belleville, sur la route reliant Saint-Denis à Paris. Au nord-est du bourg, une croix de l'Évangile est citée en 1540 comme lieu-dit dans une déclaration de censive conservée aux Archives nationales. Tout comme la croix Feu Jamin, attestée au début du XVe siècle, elle est située sur le chemin de pèlerinage menant de l'église Saint-Denys de la Chapelle à l'église Notre-Dame-des-Vertus d'Aubervilliers. En 1707, cette croix est nommée et dessinée sur le plan de Charles Inselin et Loriot. En 1730, le plan de Roussel des faubourgs de Paris fait apparaître une succession de voies, correspondant plus ou moins à l'actuelle rue de l'Évangile : elles débutent au centre du village de La Chapelle en direction du nord-est, puis obliquent vers l'est à la sortie du bourg, pour rejoindre la croix en traversant les champs.
Au XIXe siècle, la zone occupée par la rue de l'Évangile fait partie de La Chapelle. Dans la première moitié du siècle, seule la zone sud-ouest, proche du village de La Chapelle, est indiquée comme urbanisée sur les cadastres,. Le tracé de la voie est rectifié en 1855. En 1860, la commune de La Chapelle est absorbée lors de l'agrandissement de Paris ; l'urbanisation du reste de la voie date plus ou moins de cette époque. Toutes ces voies sont intégrées dans la voirie parisienne le 23 mai 1863.
La section urbaine de la voie est nommée « chemin de la Flache » en 1655, puis « rue de la Flache » en 1704 (une flache est alors un endroit boueux, un trou d'eau, un lieu humide ; le lieu-dit La Flache est alors parallèle au chemin des Fillettes qui donne sur l'actuelle rue des Fillettes), puis rue d'Aubervilliers en 1842. La deuxième section est connue comme chemin de la Croix de l'Évangile, d'après la croix de carrefour sur laquelle elle débouche. Ce chemin est bordé de fossés dans lesquels sont déversées les boues provenant de Paris ; en 1775, on y retrouve d'ailleurs les cadavres d'un homme et d'une femme, morts étouffés par la boue après être tombés dans l'un de ces fossés.
La rue de l'Évangile est officiellement créée le 2 avril 1868 par fusion de deux rues : l'ancienne rue d'Aubervilliers, de la place de Torcy à la place Hébert, et le chemin de la Croix de l'Évangile, de la place Hébert à l'actuelle rue d'Aubervilliers.

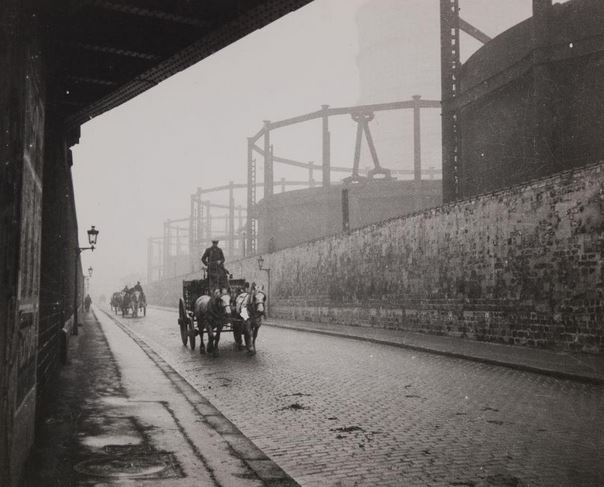
Paris, rue de l'Evangile, gazomètres

Le 8 mars 1918, durant la première Guerre mondiale, une bombe lancée d'un avion allemand explose au no 35 rue de l'Évangile.
Au XXe siècle, le bout de la rue de l'Évangile est longé par un ensemble de gazomètres ; ils disparaissent en 1978 pour laisser place à l'hôtel industriel CAP 18 qui a été établi sur ce site. Cap 18 est aujourd'hui la dernière zone Industrielle située dans Paris intra-muros.
L'enclave ferroviaire, en friche, située entre l’entrepôt Ney, la rue d'Aubervilliers, la croix de l'Évangile, la rue de l'Évangile et la rue de la Chapelle appelé communément « Zac Chapelle-Charbon » doit devenir un grand parc urbain, le parc Chapelle-Charbon,,.

## Bâtiments remarquables et lieux de mémoire

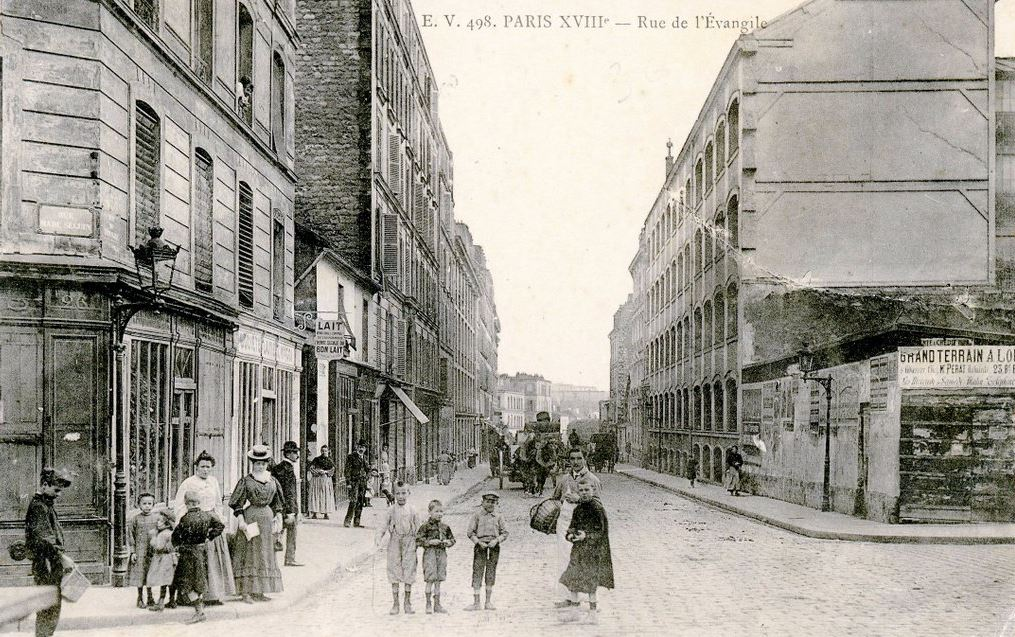
Paris, rue de l'Évangile, vers 1900, au carrefour de la rue Marc-Seguin. L'immeuble de droite, ainsi que celui de gauche avec une porte cochère, sont toujours debout

La rue de l'Évangile est située dans une petite zone de Paris comprise entre les voies ferroviaires provenant de la gare du Nord (à l'ouest), de la gare de l'Est (à l'est) et du secteur Évangile-Ney (au nord). Juste après la place Hébert, le côté droit de la rue de l'Évangile est longé par les voies de la gare de l'Est, qui continuent après son débouché sur la rue d'Aubervilliers, qu'elles traversent sur le pont de la rue d'Aubervilliers.
Une croix monumentale, la croix de l'Évangile, est dressée au croisement avec la rue d'Aubervilliers et donne son nom à la rue de l'Évangile. Citée dès 1540, la croix actuelle date de 1860. Il s'agit de la dernière croix de carrefour de Paris.
L'arrière de la basilique Sainte-Jeanne-d'Arc et de l'église Saint-Denys est situé au départ de la rue de l'Évangile, sur la place de Torcy. La rue dessert également le lycée professionnel Jean-Rostand, le collège Daniel-Mayer et une école élémentaire. Le site Évangile de la police régionale des transports est situé sur la rue.
Quatre espaces verts sont directement accessibles par la rue de l'Évangile : les squares Marc-Seguin, de la Madone et de l'Évangile au croisement avec la rue Marc-Séguin, et le square Paul-Robin sur la place Hébert.
Une peinture murale représentant deux personnes observant des hiéroglyphes, réalisée par Daniel Solnon en 1989, recouvre entièrement le mur pignon du no 5 sur la place de Torcy,,. Sur le mur pignon opposé de ce même immeuble, donnant sur le square Marc-Séguin, une autre peinture murale représente des éléphants ; elle est l'œuvre d'Hortense Damiron en 1994,. Une troisième peinture murale, évoquant des serpentins, est visible sur le mur pignon du no 11 ; il s'agit d'une réalisation de Bernard Quesniaux, partie d'une série commandée par Paris en 2000,. Une œuvre de l'artiste Invader, une mosaïque représentant un envahisseur extra-terrestre au corps blanc et aux yeux noirs, sur fond cyan et bleu foncé, est apposée sur le mur du no 2, directement au-dessus de la plaque portant le nom de la rue ; elle est référencée par la code PA_989.

### Culture

Le calvaire rue d'Aubervilliers en 1924, vu par l'agence Meurisse (Gallica BNF).

La rue de l'Évangile impressionne l'écrivain français Marcel Aymé. Il la décrit en ces termes dans la nouvelle Rue de l'Évangile (éditée dans le recueil Derrière chez Martin en 1938 : « [l]a rue de l'Évangile qui fuyait entre deux hauts murs aveugles bordant, à droite, la tranchée des chemins de fer de l'Est et, à gauche, le vaste quartier des gazomètres dont les hauts et monstrueux caissons semblaient surplomber et écraser la chaussée. Cette longue voie encaissée, sans maisons, sans passants […]. À quelque cent mètres de la place Hébert, elle s'infléchissait un peu sur la droite et semblait se poursuivre sans fin entre ses deux murs unis et se perdre en elle-même. »
La rue est également décrite par Jules Romains dans son roman Les Hommes de bonne volonté et Alexandre Arnoux dans Rue de l'Évangile. En 1953, ce roman est adapté par Jean Mousselle dans un court-métrage, Le Chemin de l'étoile ; il a pour cadre la rue.
L'extrémité est, près de la croix de l'Évangile, est reconstituée en studio pour le film de Marcel Carné, Les Portes de la nuit, sorti en 1946. Dans cette scène, les héros Diego et Malou s'embrassent devant l'édifice, l'arrière-plan étant constitué d'une succession de gazomètres.